# Herbie, un amour de Coccinelle
Herbie, Un amour de Coccinelle (Herbie, the Love Bug) est une série télévisée américaine en cinq épisodes de 48 minutes diffusée en 1982. Dean Jones reprend le rôle de Jim Douglas. Cette série fait partie de la saga de la Coccinelle.
En 1981 Le studio annonce la mise en production de la série télévisée. Dean Jones n'avait plus incarné le rôle depuis 1977.
En France, quelques épisodes ont été diffusés dans l'émission Disney Parade à partir de 1989 sur TF1.

## Synopsis
L'acteur Dean Jones, qui était apparu dans deux des films (Un amour de Coccinelle et La Coccinelle à Monte-Carlo), reprend ici son rôle de Jim Douglas - le propriétaire initial de la voiture Choupette (Herbie) - qui travaille maintenant comme instructeur dans une auto-école. Choupette et lui tombent sur un hold-up qu'ils parviennent à contrecarrer, et sauvent par la même occasion une jeune divorcée du nom de Susan MacLane. Elle est la mère de trois enfants : Julie, Robbie  et Matthieu. Jim et Susan s'éprennent bientôt l'un de l'autre, au grand désarroi de l'ex-petit ami de Susan, Randy Bigelow. Les tentatives de Randy pour briser le couple échouent ; Jim et Susan se marient dans un épisode qui a été diffusé le 7 avril 1982.

## Épisodes
1. Titre français inconnu (Herbie the Matchmaker)
2. Herbie à la rescousse (Herbie to the Rescue) diffusé le 30 avril 1989[1]. Rediffusion le 26 juin 1994[3] sur TF1.
3. Ma maison est ta maison (My House Is Your House) diffusé le 18 juin 1989[4].
4. Titre français inconnu (Herbie, the Best Man)
5. On l'appelle Dr Herbie (Calling Doctor Herbie), diffusé le 30 octobre 1994

## Commentaires
Contrairement aux films de cinéma, dans la version française de la série la voiture n'est pas appelée Choupette mais Herbie (son nom original).